# Lokomotiva 422.0
Lokomotivy řady 422.0 jsou čtyřnápravové tendrové parní lokomotivy, které byly určeny pro provoz na místních tratích s náročnými sklonovými poměry.

## Vznik a výroba
Vznik této řady byl způsoben nutností postupně zvyšovat výkon lokomotiv na tratích se sklonově náročnými poměry. Lokomotivy řady 310.0 na těchto tratích svým výkonem nedostačovaly a tak byla vyvinuta řada 99 kkStB (u ČSD 320.0). Ani tyto lokomotivy však na některých tratích nestačily, což vedlo k vývoji řady 178.8 kkStB. Z této řady poté různými úpravami vznikla řada 178 kkStB, u ČSD označená jako 422.0.
První čtyři lokomotivy byly vyrobeny lokomotivkou Krauss pro místní dráhu Karlovy Vary – Johanngeorgenstadt provozovanou státními drahami (kkStB). V provozu se velmi osvědčily a tak bylo do roku 1924 vyrobeno celkem 227 lokomotiv jak pro státní, tak pro soukromé dráhy.

## Technický popis
Lokomotivy byly osazeny ocelovým kotlem s měděným topeništěm. Mokrá pára pro sdružený parní stroj byla odebírána z vysokého parojemu na temeni kotle s vnitřním šoupátkovým regulátorem. Na kotli se dále nacházely dva písečníky, každý z jedné strany parojemu. Po stranách kotle se nacházely zásobníky vody. Vany na vodu i zásobník uhlí, který se nacházel za strojvůdcovskou budkou, byly použity dvojích rozměrů. Baňatý komín byl u pozdějších lokomotiv již z výroby nahrazen komínem rovným s jiskrojemem v dýmnici. Aby lokomotivy zvládaly oblouky o minimálním poloměru 80 metrů měla druhá a čtvrtá náprava možnost stranového posunu až o 23 milimetrů. Druhá až čtvrtá náprava byla jednostranně brzděna automatickou sací brzdou, která byla později u ČSD nahrazena brzdou tlakovou.

## Provoz
Za Rakouska-Uherska byly lokomotivy v provozu na území dnešního Rakouska a Česka. Po rozpadu monarchie přešlo 105 lokomotiv pod ČSD, u nichž byly označeny řadou 422.0. Dalších 10 lokomotiv převzaly různé soukromé dráhy, kde byly označeny řadou 422.9. Jedna z těchto lokomotiv přešla v roce 1933 pod ČSD. Po začátku druhé světové války bylo německými říšskými drahami převzato 34 lokomotiv, které je označily řadou 92.2. Ostatní stroje zůstaly pod BMB-ČMD. Během války byly dvě lokomotivy zničeny a po válce se na území Česka objevilo několik lokomotiv kořistních. Většina z nich byla předána do SSSR a jen dvě lokomotivy zůstaly pod ČSD. Po znárodnění soukromých drah přešlo všech deset lokomotiv 422.9 pod ČSD, kde byly přeznačeny na řadu 422.0. Lokomotivy byly v provozu spolehlivé a oblíbené pro svoji jednoduchost. Ve třicátých letech začaly být vytlačovány ze svých výkonů na posun a službu na vlečkách. Některé lokomotivy byly přestavěny na vytápěcí kotle a od první poloviny šedesátých let byly hromadně vyřazovány. Poslední stroj byl vyřazen v roce 1970.

## Zachované lokomotivy
Celkem se na území Česka a Slovenska zachovalo šest lokomotiv řady 422.0.

### 422.002
Jedná se o nejstarší dochovanou lokomotivu této řady. Byla dodána v první sérii pro Rakouské státní dráhy a pod číslem 178.02 jezdila na místní dráze Karlovy Vary – Johanngeorgenstadt. Za války zůstala u ČMD a zrušena byla 5. 9. 1968. Poté byla umístěna na pomník v Kralupech nad Vltavou. Později byla přemístěna do železničního muzea v Lužné u Rakovníka, kde byla jako neprovozní exponát. Roku 2019 byla lokomotiva přesunuta do výtopny Horažďovice předměstí, kde dochází společností RETROLOK k její renovaci do provozního stavu.

### 422.012

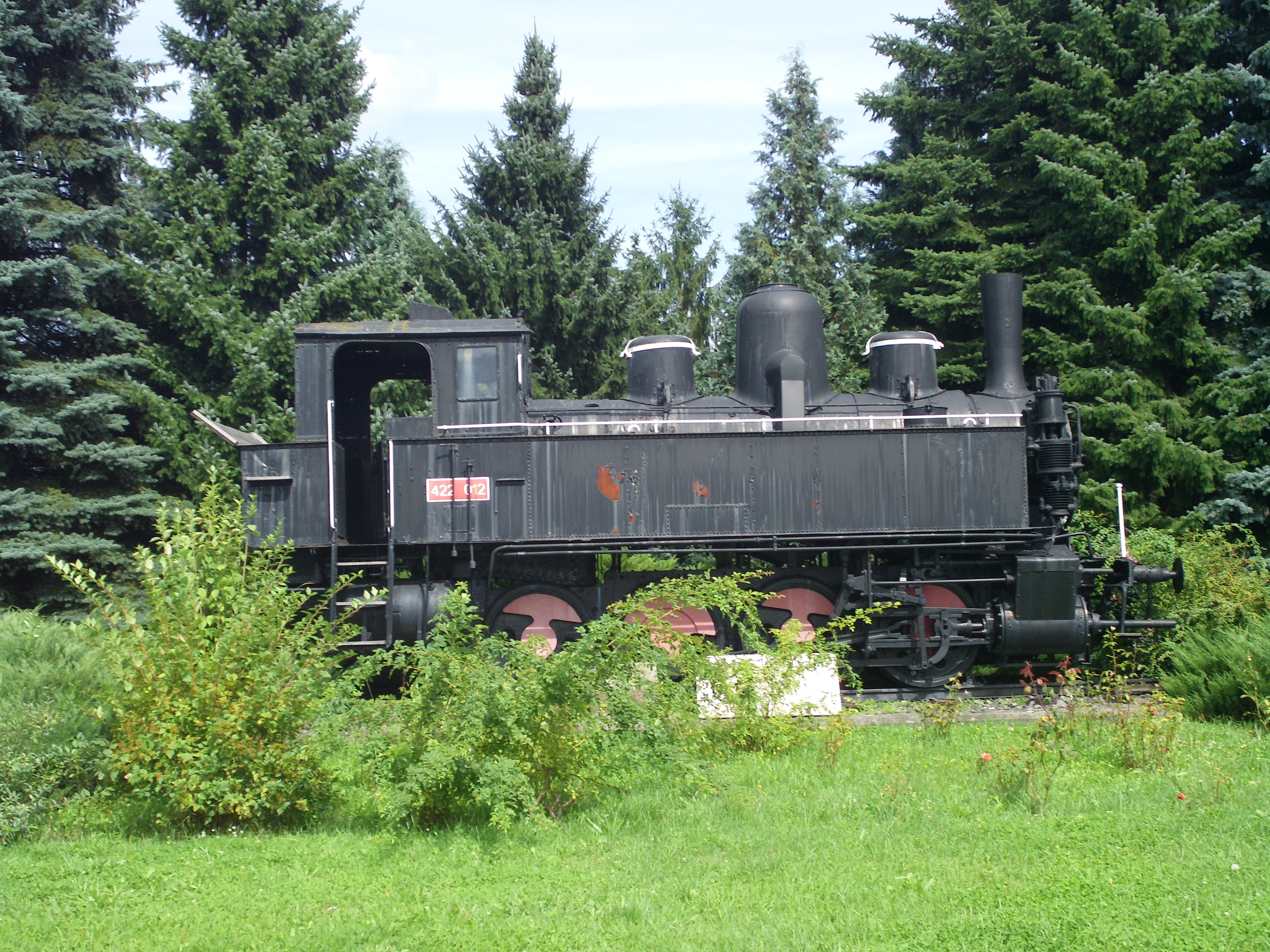
Lokomotiva 422.012 na pomníku v areálu ŽOS Zvolen

Lokomotiva byla v provozu nejprve u kkStB pod číslem 178.23, poté u ČSD a během války u ČMD. Zrušena byla 3. 2. 1952 a roku 1959 odprodána národnímu podniku Bučina Zvolen. Později byla přesunuta na pomník v areálu ŽOS Zvolen, kde stojí dodnes. Kotel lokomotivy posloužil k renovaci lokomotivy 422.0108, která proběhla v letech 1994 až 1998 a lokomotiva místo něj dostala neopravitelný kotel z renovovaného stroje.

### 422.025
Jedná se o nejstarší dochovanou lokomotivu této řady českého původu. Během výroby byla lokomotiva osazena cedulkou s nápisem Arcivévoda Karel, z důvodu jeho návštěvy výrobního závodu během dokončování této lokomotivy. V provozu byla nejprve u kkStB pod číslem 178.49, poté u ČSD a během války u ČMD. Zrušena byla 20. 2. 1960 a následně prodána do břeclavského cukrovaru. V roce 1977 přešla jako provozuschopná do sbírek NTM. Od roku 1978 do roku 1995 byla v péči depa v Kolíně, kde s ní jezdil strojvedoucí Jaromír Kupr (1935-2016), který se během této doby s ní zúčastnil bezpočtu regionálních akcí, dětských dnů, mikulášských jízd a dalších, včetně účinkování v 66 filmech  (např. Panoptikum města Pražského, Vlak dětství a naděje,  Tisícročná včela, Dynastie Nováků (díl 9/13) a mnohé další). V roce 2002, kdy lokomotivě vypršela způsobilost kotle, byla umístěna do železničního muzea v Lužné u Rakovníka. V současné době se nachází v depozitu v Chomutově jako nepojízdný exemplář, kvůli nedostatku prostředků na její zprovoznění.

### 422.062
Lokomotiva byla v provozu nejprve u kkStB pod číslem 178.139, poté u ČSD a během války u ČMD. Po svém zrušení dne 30. 1. 1969 byla v roce 1977 umístěna na pomník v kolínském pobočném lokomotivním depu, kde zůstává dodnes.

### 422.098
Lokomotiva byla v provozu nejprve u kkStB pod číslem 178.195, poté u ČSD a během války u ČMD. Zrušena byla 30. 8. 1955 a následně prodána do hodonínské elektrárny, odkud byla později přesunuta na pomník u železniční stanice Zábřeh na Moravě. V roce 1990 ji získal Klub historie kolejové dopravy Praha, kterým byla v roce 2000 zapůjčena do železničního muzea v Lužné u Rakovníka, kde byla členy klubu opravena do vystavovatelného stavu.

### 422.0108
Lokomotiva byla dodána na místní dráhu Nezamyslice–Morkovice pod číslem 178.4103, poté nesla číslo 410.02 a po zestátnění dráhy přešla pod ČSD. Během služby u ČSD vystřídala depa Brno-Horní Heršpice a Bratislava východ, kde byla 3. 12. 1970 zrušena a odstavena v areálu kovošrotu. V současné době je v majetku MDC Bratislava a je udržována v provozním stavu členy Klubu historickej techniky pri Rušňovom depe vo Zvolene.